# Kareli (Georgia)
Kareli (en georgiano: ქარელი) es una ciudad en el norte de Georgia, ubicada en el norte de la región de Iberia Interior y capital del municipio homónimo. 

## Geografía
Kareli está en la orilla derecha del rio Kurá, 94 km al oeste de Tiflis.

### Clima
Kareli tiene un clima subtropical húmedo con inviernos moderadamente fríos y veranos largos y cálidos.

## Historia
Gran parte de los asentamientos al otro lado del Kurá se incluyeron en Satsitsiano de la Georgia medieval. Kareli se menciona por primera vez como pueblo en los documentos de 1715, cuando era propiedad de la familia noble Tsitsishvili. En el siglo XVIII, esta familia abandonó Mdzovreti y se mudó aquí debido a los incesantes ataques de los daguestaníes.
En 1872 se inauguró el ferrocarril Poti-Bakú, en la que Kareli recibió una estación de tren. 
Desde 1939, Kareli es el centro administrativo del distrito homónimo, recibió el estatus de asentamiento urbano el 19 de abril de 1962 y adquirió el estatus de ciudad en 1981.

## Demografía
La evolución demográfica de Kareli entre 1893 y 2022 fue la siguiente:
| 1752                                            | 5407 | 6698 | 8473 | 8272 | 7185 | 6654 | 6902 |
| (Fuente: Population of Georgia in Soviet times) |      |      |      |      |      |      |      |

Históricamente, la población de Kareli ha sido mayoritariamente georgiana.
|              | 2014      | 2014       |
| Grupo étnico | Población | Porcentaje |
| ------------ | --------- | ---------- |
| Georgianos   | 5474      | 82,27%     |
| Azeríes      | 756       | 11,36%     |
| Osetios      | 202       | 3,04%      |
| Armenios     | 189       | 2,84%      |
| Rusos        | 13        | 0,19%      |
| Total        | 6654      | 100%       |

## Infraestructura

### Arquitectura, monumentos y lugares de interés
Los alrededores de la ciudad albergan varios monumentos arquitectónicos de la Georgia medieval, como las iglesias de Zguderi, Samtsevrisi, Ruisi y Kintsvisi, y la fortaleza de Ortubani